# Monumentul Reconcilierii
Monumentul Reconcilierii (în limba rusă: Памятник Примирения), sau Monumentul ostașilor căzuți în războiul civil din anii 1918-1920 (în limba rusă: Памятник погибшим в Гражданской войне 1918-1920 годов), este un monument construit în anul 2021 în orașul Sevastopol din Crimeea pentru comemorarea combatanților din ambele părți ale războiului civil din Rusia, construit cu ocazia aniversării a 100 ani de la terminarea acestui război. Este primul monument la scară mare de pe teritoriul fostei Uniuni Sovietice, dedicat războiului civil.